# La Vache à l'ombrelle
La Vache à l'ombrelle est un tableau réalisé par le peintre français Marc Chagall en 1942. Cette gouache sur papier vélin représente une vache tenant une ombrelle alors qu'un petit animal tacheté vient lui chercher un pis pour s'allaiter. Depuis son acquisition en 1995, l'œuvre fait partie des collections du musée d'Art moderne de Céret, dans les Pyrénées-Orientales. Une huile sur toile sur le même thème réalisée dans un plus grand format en 1946 est par ailleurs conservée au Museum of Modern Art, à New York.